# Nuevo Tabasco, Campeche
Nuevo Tabasco är en ort i Mexiko.   Den ligger i kommunen Candelaria och delstaten Campeche, i den östra delen av landet, 900 km öster om huvudstaden Mexico City. Nuevo Tabasco ligger 78 meter över havet och antalet invånare är 120.
Terrängen runt Nuevo Tabasco är platt, och sluttar söderut. Runt Nuevo Tabasco är det glesbefolkat, med 11 invånare per kvadratkilometer. Närmaste större samhälle är Nuevo Campeche, 9,5 km öster om Nuevo Tabasco. I omgivningarna runt Nuevo Tabasco växer i huvudsak städsegrön lövskog.